# Alexander Heron
Alexander Macmillan Heron (*  31. Juli 1884 in Edinburgh; † 1971 in den Nilgiri Hills, Südindien) war ein britischer Geologe. Er war der  Direktor des Geological Survey of India (GSI).
Heron erwarb einen Abschluss 1906 als Ingenieur an der University of Edinburgh und schloss sich im selben Jahr dem GSI an, dessen Direktor er 1936 als Nachfolger von Lewis Leigh Fermor wurde. 1939 trat er zurück, arbeitete aber weiter für den Survey, besonders in der geologischen Kartierung von Rajasthan.
1925 wurde er Fellow der Royal Society of Edinburgh. 1934 bis 1937 war er Präsident der Calcutta Geographical Society, der späteren Geographical Society of India.

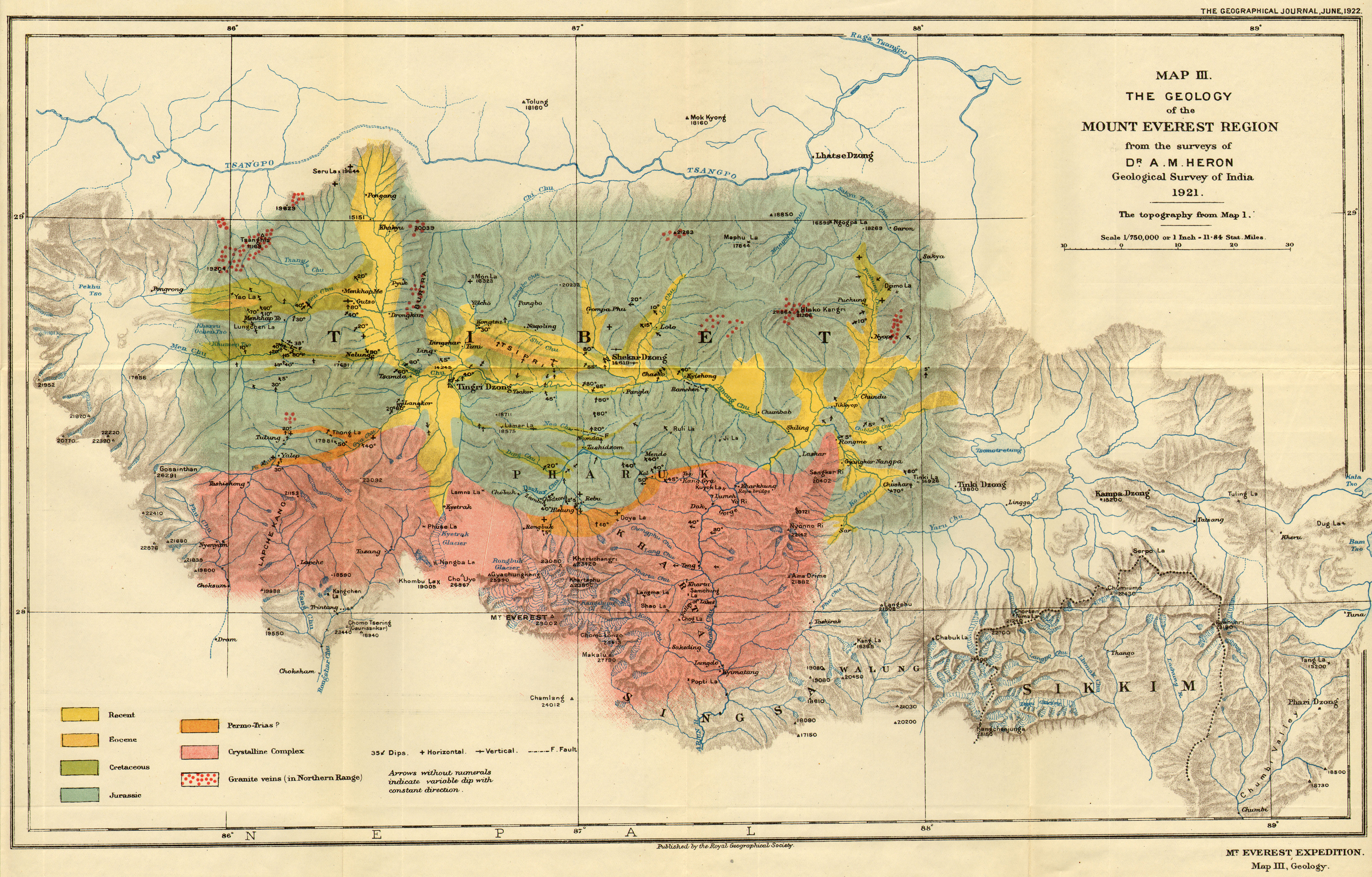
Geologische Karte der Everest-Region 1921 von Heron

Er nahm an der britischen Expedition zum Mount Everest von 1921 teil unter Leitung von Charles Howard-Bury und erkundete die Bergregion um den Mount Everest geologisch. Henry Morsehead und Oliver Wheeler waren Vermesser der Expedition und George Mallory, Harold Raeburn und Alexander Mitchell Kellas gehörten zu den Bergsteigern. Da er nach Ansicht der tibetischen Behörden in heiligen Bergen nach Edelsteinen gesucht hatte und den Unwillen der Dämonen erregt hatte, kam es zu einem diplomatischen Protest, der verhinderte, dass er an der folgenden Expedition 1922 teilnahm.

## Schriften
- Geological Results of the Mount Everest Expedition 1921. Geographical Journal Band 59, 1922, S. 418–431.
- Appendix III. A note on the geological results of the expedition, in: C. K. Howard-Bury: Mount Everest, the Reconnaissance 1921. New York: Longman & Green 1922, S. 338–340.
- The Geology of Central Rajasthan, 1953.